# Gaetano Previati

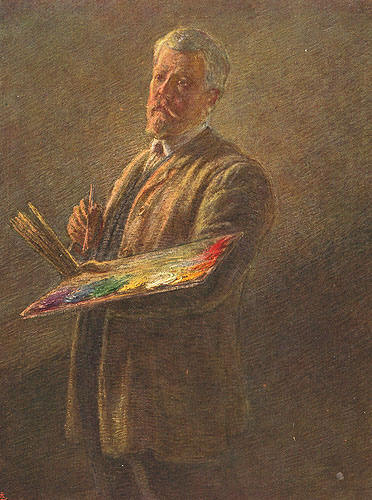
Selbstporträt, um 1911

Gaetano Previati (* 31. August 1852 in Ferrara; † 21. Juni 1920 in Lavagna, Provinz Genua) war ein italienischer Maler. Er zählt zu den Hauptvertretern des Symbolismus und prägte später zusammen mit Giacomo Balla den italienischen Futurismus.

## Leben
Gaetano Previati war der zweite Sohn eines Bäckermeisters aus Ferrara. Er studierte Kunstgeschichte an der Accademia di Belle Arti di Brera in Mailand. Im Jahr 1880 eröffnete er sein erstes Atelier und beschäftigte sich vorwiegend mit der Porträtmalerei. Durch den Einfluss von Giovanni Segantini nahm Previati sich später den sakralen Themen an. Zum Ende seines Lebens malte er überwiegend Stillleben und Landschaftsbilder.